# Phylloxylon spinosa
Phylloxylon spinosa är en ärtväxtart som beskrevs av Du Puy, Labat och Brian David Schrire. Phylloxylon spinosa ingår i släktet Phylloxylon och familjen ärtväxter. IUCN kategoriserar arten globalt som starkt hotad. Inga underarter finns listade i Catalogue of Life.